# Nobuki Iketaka
Nobuki Iketaka (池髙 暢希 Iketaka Nobuki?), född 5 april 2000 i Hokkaido prefektur, är en japansk fotbollsspelare.
Iketaka började sin karriär 2019 i Urawa Reds. 2020 flyttade han till Kataller Toyama. Han spelade 21 ligamatcher för klubben. 2021 flyttade han till Fukushima United FC.